# مسجد دونگ سی

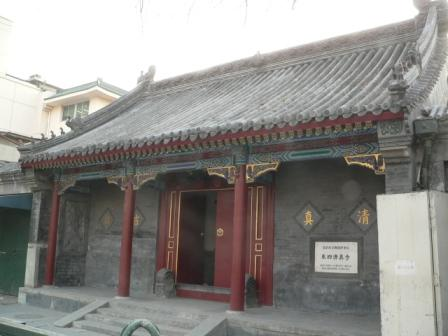
مسجد دونگ سی

مسجد دونگ سی (به چینی: 东四清真寺، DONG SI QINGZHENSI) یکی از کهن‌ترین مساجد شهر پکن در کشور چین است. طبق اسناد چینی، مسجد در سال ۱۴۴۷ میلادی به کمک چن یو (به چینی: 陈友) از سپهسالاران عالی‌مقام و مقامات برجستهٔ حکومتی در سلسلهٔ مینگ ساخته شده‌است. چن یو مسلمان و زادگاه اصلی وی خراسان بوده‌است.
در حال حاضر این مسجد، مقر انجمن اسلام پکن است.